# Pachyserica bistriata
Pachyserica bistriata är en skalbaggsart som beskrevs av Ahrens 2006. Pachyserica bistriata ingår i släktet Pachyserica och familjen Melolonthidae. Inga underarter finns listade i Catalogue of Life.